# Larruskain-Amalloa
Larruskain-Amalloa es una entidad de población española del municipio de Marquina-Jeméin, perteneciente a la provincia de Vizcaya, en la comunidad autónoma del País Vasco. 

## Historia
Hacia mediados del siglo XIX, el barrio de Amalloa, por entonces perteneciente al municipio de Marquina, tenía contabilizadas quince casas. En la actualidad, pertenece al municipio de Marquina-Jeméin. En 2023, la entidad singular de población tenía empadronados 140 habitantes.